# Gammelby
Gammelby è un comune di 541 abitanti dello Schleswig-Holstein, in Germania.
Appartiene al circondario (Kreis) di Rendsburg-Eckernförde (targa RD, ECK) ed è parte della comunità amministrativa (Amt) di Schlei-Ostsee.